# تلقراح
تلقراح قرية سوريّة تتبع إداريّاً لمحافظة حلب منطقة أعزاز ناحية مارع، بلغ تعداد سكانها 2,477 نسمة حسب التعداد السكاني لعام 2004.